# Теории заговора относительно событий 11 сентября 2001 года

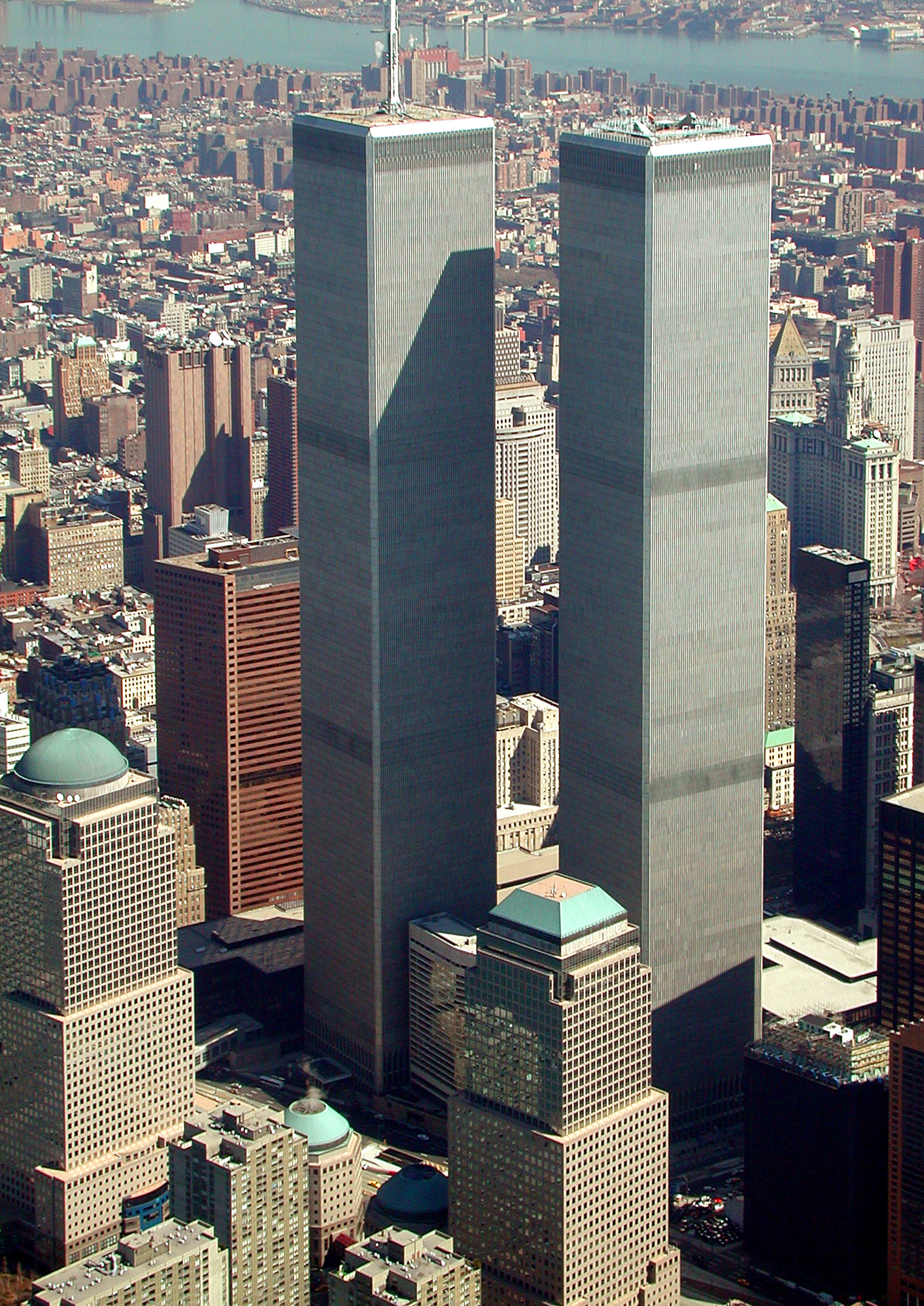
Разрушение двух башен Всемирного торгового центра является одним из главных предметов теорий заговора относительно 11 сентября 2001 года

Теории заговора относительно событий 11 сентября 2001 года — это теории, расходящиеся с официальной версией событий, согласно которой нападения 11 сентября в США были совершены террористической организацией Аль-Каида. Сторонники этих теорий утверждают, что в официальных заключениях присутствуют несогласованности, а также то, что были пропущены некоторые доказательства.
Самая распространённая теория заговора утверждает, что обрушение Всемирного торгового центра было результатом контролируемого разрушения, а не пожара. Другая конспирологическая версия утверждает, что Пентагон был разрушен крылатой ракетой, управлявшейся людьми, связанными с американским правительством. Сторонники теорий заговоров считают, что мотивом для этих действий было оправдание последующих военных вторжений США в Афганистан и Ирак, а также стратегические интересы США на Ближнем Востоке, такие как планы по строительству нефтепровода, разрабатывающиеся с начала 1990-х годов компанией Unocal и другими нефтяными компаниями.

## Основные теории

### Всемирный торговый центр

#### Теория контролируемого сноса

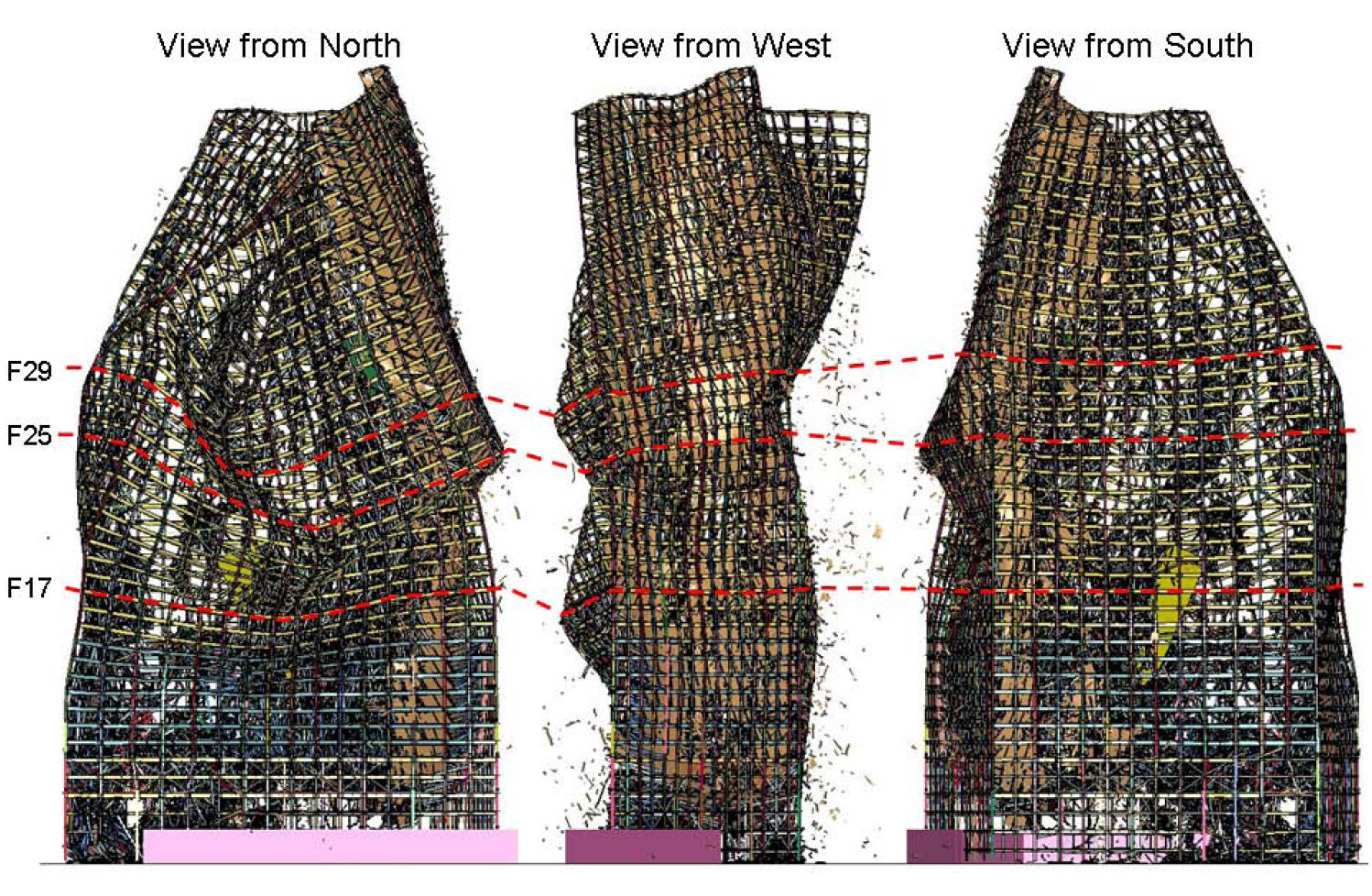
Критика доклада, опубликованного NIST о разрушении зданий Всемирного торгового центра, играет центральную роль в теории о предполагаемом контролируемом сносе. На рисунке показано моделирование внешнего выпучивания ВТЦ 7 во время коллапса.

Теория контролируемого сноса предполагает, что обрушение башен Всемирного торгового центра случилось не в результате пожара или повреждений, вызванных столкновением самолётов с башнями, а из-за подрыва взрывчатых веществ, установленных в здании заранее или же последовательных подземных взрывов трёх термоядерных зарядов мощностью примерно по 150 килотонн в тротиловом эквиваленте каждый.
Сторонники теории сноса, такие как физик Стивен Э. Джонс из Университета Бригама Янга, архитектор Ричард Гейдж, инженер-программист Джим Хоффман и теолог Дэвид Рэй Гриффин, утверждают, что столкновение с самолётом и пожар, вызванный столкновением, не могли ослабить каркас здания до такой степени, чтобы вызвать катастрофическое обрушение, и что здания не могли обрушиться полностью и с такой скоростью, с которой они падали, без дополнительного источника воздействия, используемого для ослабления их структуры.
В статье «Взрывчатое вещество термит обнаружено в пыли от катастрофы 9/11 Всемирного торгового центра», которая была опубликована в Open Chemical Physics Journal, авторы Нильс Харрит из химического факультета Копенгагенского университета, Джеффри Фаррер из факультета физики и астрономии Университета Бригама Янга, Стивен Э. Джонс и другие утверждают, что частицы термита и нанотермита были найдены в пыли и обломках, оставшихся после разрушения трёх зданий, из чего они делают вывод, что это доказывает подрыв зданий взрывчатым веществом. Статья не содержала научных доказательств, и главный редактор публикации впоследствии ушёл в отставку.
Джонс не объяснил, как необходимое количество взрывчатого вещества для подрыва могло быть установлено в двух зданиях без привлечения внимания, но отметил, что была активность в области технического обслуживания зданий в течение нескольких недель до события. Федеральные следователи из Национального института стандартов и технологий утверждают, что нужно огромное количество термита, чтобы повредить опорные балки, но Джонс оспорил это утверждение, утверждая, что им и другими был найден «супертермит». Брент Бланшар, автор книги «История подрыва в Америке», который переписывался с Джонсом, утверждает, что вопрос о жизнеспособности теории Джонса остаётся без ответа, например, она не объясняет того факта, почему участники расчистки завалов не заметили явных признаков термита в течение восьми месяцев уборки мусора после обрушения башен. Бланшар также отметил, что должна быть установлена проверяемая цепочка владения образцами балок, которые использовались для исследования, и поднимает вопрос о том, что металлические детали для исследований могли быть отрезаны от обломков ацетиленовым факелом, ножницами или другим потенциально загрязнённым инструментом.
Джонс также утверждал, что расплавленная сталь, обнаруженная под обломками, свидетельствует о взрывчатых веществах, и что обыкновенный пожар самолёта не может выделить достаточно тепла для этого, ссылаясь на фотографии с раскалёнными докрасна обломками, удаляемыми строительным оборудованием с места обрушения. На это Бланшар ответил, что любая землеройная техника при взаимодействии с расплавленной сталью в щебне была бы сразу повреждена. Пробы пыли, исследованные Геологической службой США и Эрджей Ли, не дали каких-либо доказательств применения термита или взрывчатых веществ. Было предположено, что «материал термит» был найден в грунтовке краски.
Эксперты американского Национального института стандартов и технологий (NIST) пришли к выводу, что общепринятая версия более чем достаточна для объяснения обрушения зданий. NIST и многие другие учёные отказываются обсуждать конспирологов, поскольку полагают, что это породит необоснованное доверие этим теориям. Специалисты по строительной механике и проектированию зданий и сооружений в целом принимают пирогенную модель, в которой падение зданий Всемирного торгового центра произошло под действием гравитации, без использования взрывчатых веществ. NIST в результате заявил, что он не выполнил ни одного теста для поиска остатков взрывоопасных веществ в любом роде обломков.
Через некоторое время после атаки крупные СМИ опубликовали информацию о том, что башни рухнули из-за расплавления стали. Понимание того, что при температуре сжигания топлива для реактивных двигателей стальные конструкции Всемирного торгового центра не должны плавиться, способствовало вере скептиков в то, что башни не рухнули бы без вмешательства извне чего-то, кроме самолетов. NIST же не утверждает, что сталь была расплавленной, а говорит о том, что ослабленная сталь, вместе с повреждениями, вызванными воздействием самолётов, вызвала разрушение. NIST сообщил, что симуляция, основанная на предположении, что горючие пары сгорели сразу при смешивании с кислородом, показала, что «в любом данном месте температура [воздуха] была около 1000°С в течение от 15 до 20 минут. Остальное время температура была 500°С или ниже». Сторонники теории сноса акцентируют внимание на том факте, что до теракта ни одна башня не рухнула из-за пожара, тогда как сторонники официальной версии отмечают, что до теракта ни одна башня не была повреждена коммерческим лайнером.

### Пентагон

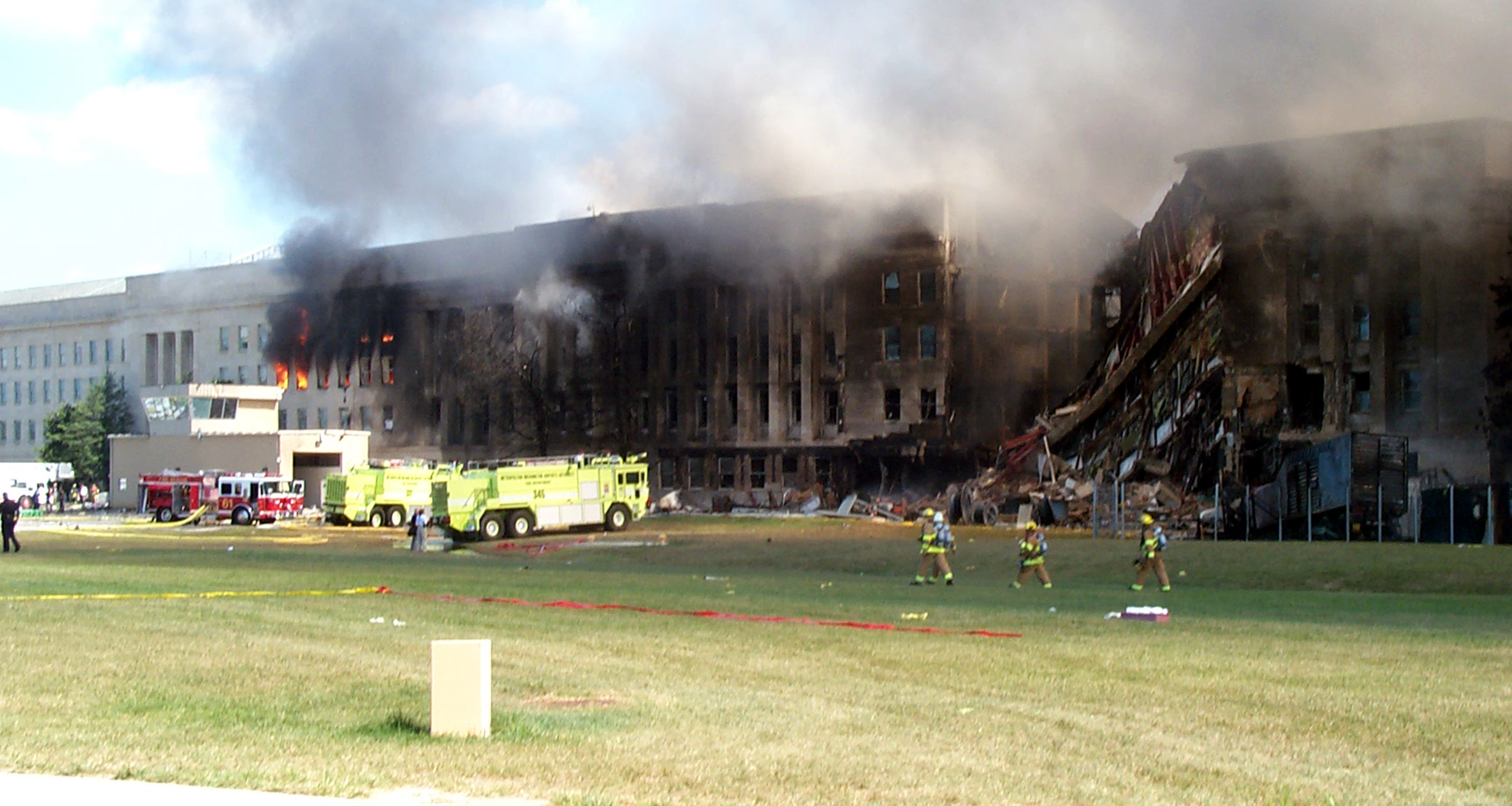
Пентагон после разрушения поврежденных конструкций.

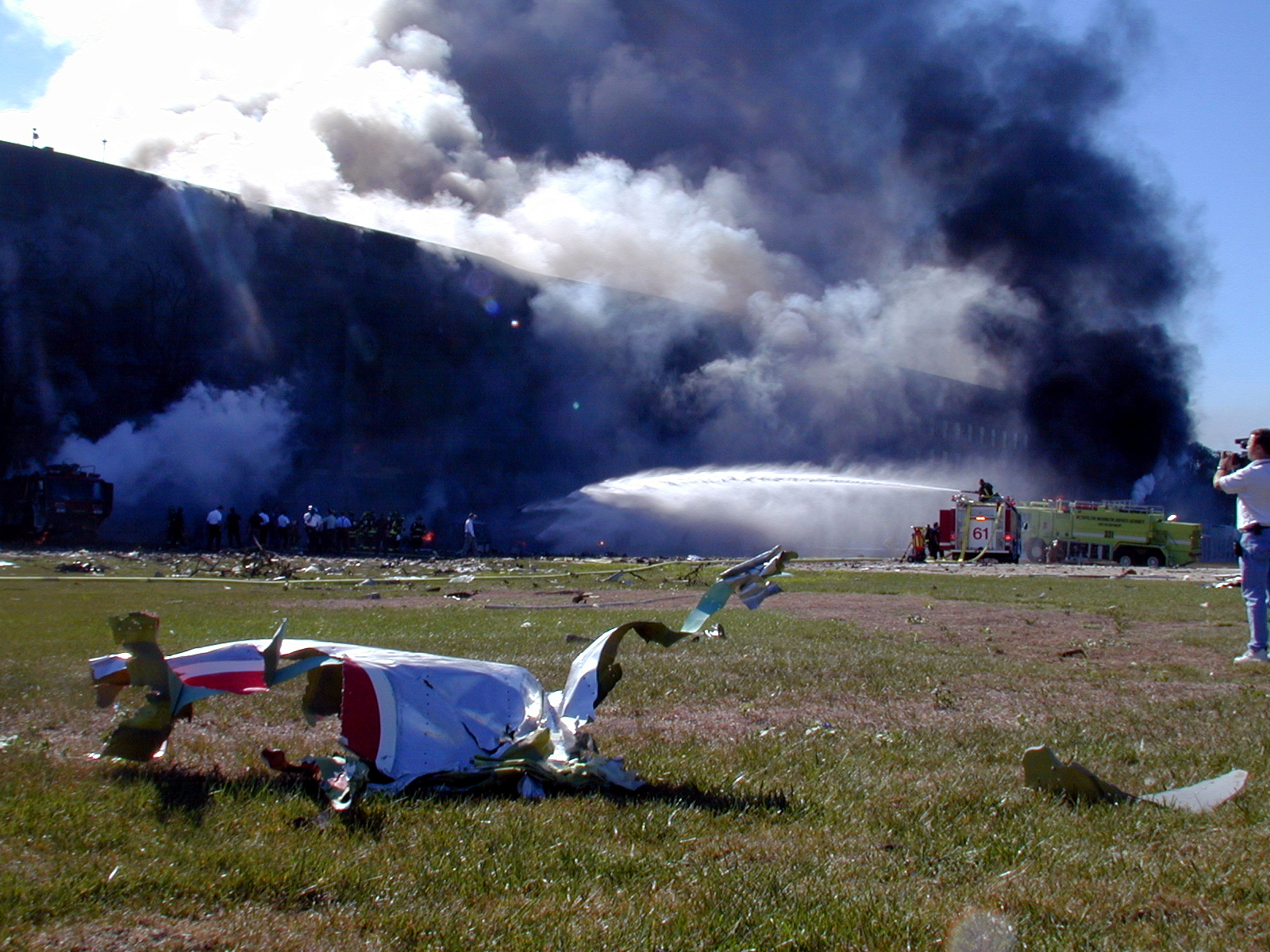
Фрагменты, похожие на обломки самолета, разбросанные вокруг Пентагона в день атаки.

Согласно некоторым теориям заговора, администрация США решила специально не сбивать самолёт, направленный в стену Пентагона, тогда как другие утверждают, что в Пентагон никакой самолёт вообще не врезался. Третьи отвергают утверждение того, что что-то кроме Рейса 77 могло врезаться в Пентагон, но соглашаются с тем, что башни Всемирного торгового центра были разрушены в результате контролируемого сноса; например, Джим Хоффман на своем сайте 911review.com указывает на основные, по его мнению, ошибки в теории «Боинга не было».
Политический активист Тьерри Мейсан и режиссёр Дилан Эвери утверждают, что рейс 77 авиакомпании American Airlines не врезался в Пентагон. Вместо этого, по их словам, Пентагон был поражён ракетой, управляемой кем-то из состава американского правительства. На сайте Reopen911.org говорится, что отверстия в стенах Пентагона были слишком малы для того, чтоб их мог сделать Boeing 757: «Как самолет шириной в 125 футов и длиной в 155 футов оставил дыру диаметром только в 60 футов?». Книга Мейсана «L’Effroyable Imposture» (англ. 9/11: The Big Lie) стала бестселлером во Франции и доступна на более чем десятке языков. После своего выхода эта книга подверглась резкой критике как со стороны французской, так и американской прессы, и позднее, в рамках движения «9/11 Truth Movement», такими исследователями как Джим Хоффман и веб-сайтами, такими как oilempire.us.
Французская газета Liberation назвала книгу «сотканной из диких и безрассудных обвинений, которые, к тому же, совершенно безосновательны».
В ответ на теории о ракетном ударе по Пентагону, Мет Созен, профессор гражданского строительства в Университете Пердью, утверждает, что «попадание ракеты не вызвало бы такого эффекта разрушения железобетонного здания. Когда Рейс 77 врезался в Пентагон, он одним крылом зарылся в землю, а другим — срезал несколько несущих колонн». Согласно ArchitectureWeek, причина, по которой ущерб Пентагона был относительно невелик, заключалась в том, что Первый сектор, на который и пришёлся удар, был недавно обновлен. (Это было частью программы реконструкции, начавшейся в 1980-х годах, Первый сектор был первым из пяти, который должны были отремонтировать).
Доказательства того, что самолёт был, описаны исследователями из движения 9/11 Truth Movement, такими как Джим Хоффман, в эссе «Атаки Пентагона: Что же показывают вещественные доказательства» и другими, и опровергают альтернативные теории. Из имеющихся свидетельств атаки присутствуют: обломки реактивного самолета Рейса 77, чёрные ящики, носовой конус, шасси, покрышки и уцелевшее кресло из кабины. Все это было найдено на месте крушения. Останки пассажиров Рейса 77, также были обнаружены на месте катастрофы и их личности подтверждены анализом ДНК. Множество свидетелей видели самолет до удара по Пентагону своими собственными глазами. Кроме того, с борта Рейса 77 были зарегистрированы телефонные звонки от пассажиров, сообщающих о том, что их самолет захвачен. Например, пассажирка Рене Мая позвонила матери, чтобы сказать ей об угоне самолета и о том, что все пассажиры согнаны в заднюю часть салона. Другая пассажирка, по имени Барбара Олсон, звонила мужу (заместителю генерального прокурора США Теодору Олсону) и сказала, что самолёт был угнан и что угонщики были вооружены ножами и резаками. Некоторые теории заговора утверждают, что телефонные звонки пассажиров были сфабрикованы при помощи специального оборудования, тела пассажиров были уничтожены, а Пентагон был повреждён крылатой ракетой.

### Рейс 93

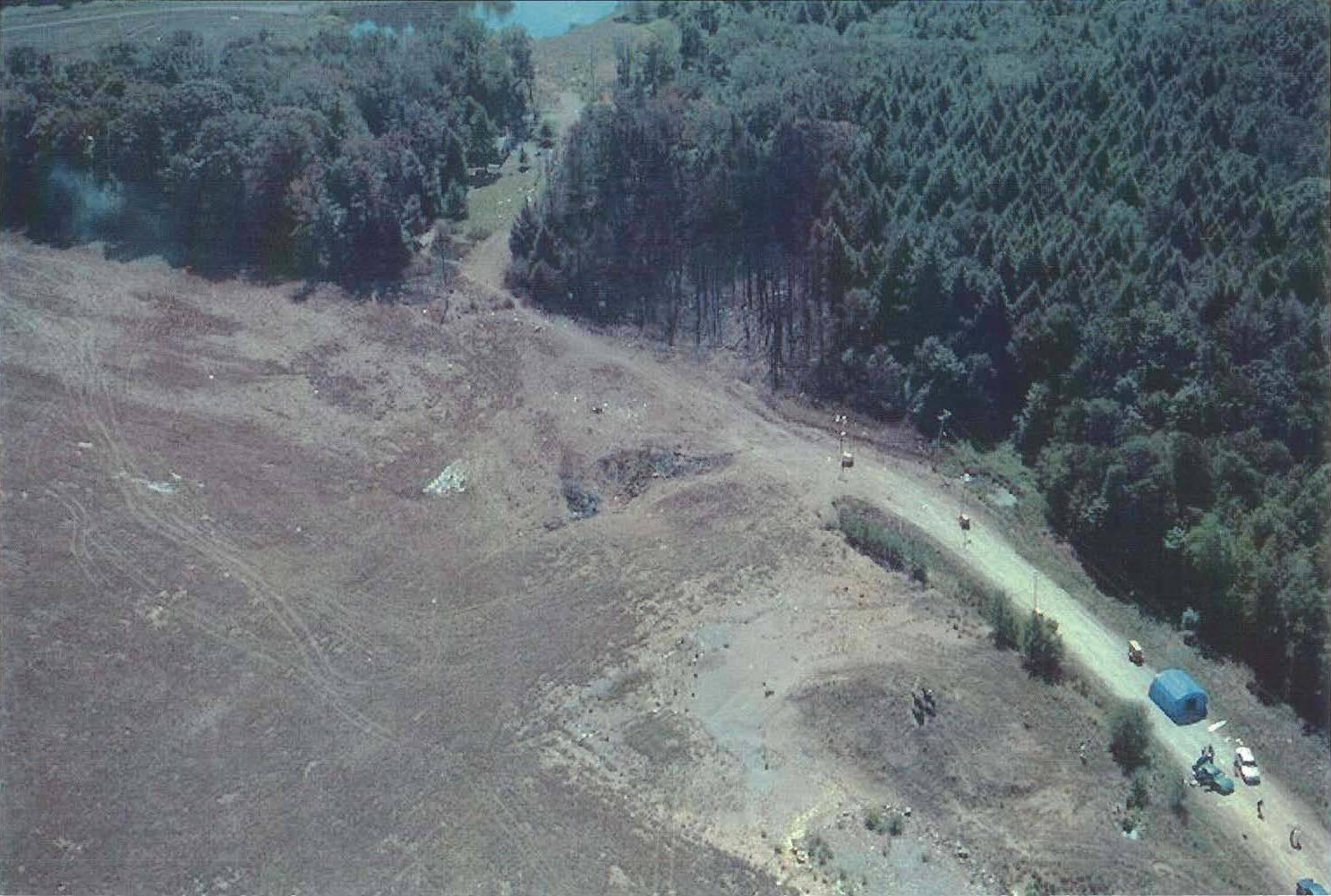
Место падения Рейса 93

Угнанный 11 сентября самолёт авиакомпании United Airlines, выполнявший рейс 93, разбился в поле вблизи боро Шанксвилл в Пенсильвании, после того, как захваченные в заложники пассажиры попытались перехватить у террористов управление самолётом. Из четырёх угнанных в этот день самолётов этот был единственным, не достигшим цели атаки.
Одна из самых популярных теорий заговора вокруг «Рейса 93» говорит о том, что на самом деле он был сбит реактивным истребителем ВВС США. Так, например, Дэвид Рэй Гриффин и Алекс Джонс утверждают, что больша́я часть самолёта, в том числе детали двигателя, упали в нескольких километрах от первых обломков, что очень необычно для такой авиакатастрофы. По словам Джонса, самолёты при крушении обычно оставляют на земле небольшое поле с обломками, и это никак не согласуется с теми сообщениями, по которым часть обломков была найдена много дальше места падения. По информации на Rense.com утверждается, что основная часть двигателя была найдена в нескольких километрах от главного места падения обломков, что сравнимо, например, с результатом поражения самолёта ракетой с тепловым наведением.
По словам Фила Моле из журнала «Скептик», «(это) утверждение основывается на неподтверждённых сообщениях, что основная часть двигателя и некоторые крупные части самолета были найдены в километрах от места катастрофы, что слишком далеко, чтоб стать результатом обычной авиакатастрофы. Это утверждение неверно, поскольку двигатель был найден всего в 300 ярдах от места падения, и его местонахождение хорошо согласуется с направлением движения самолета». Майкл К. Хайнс, эксперт по авиакатастрофам, который занимался расследованием крушения Рейса 800 авиакомпании TWA в 1996 году, говорит: «при скоростях до 500 миль в час или больше падение двигателя на землю на 300 ярдов дальше занимает всего несколько секунд и не является чем-то необычным».
Сообщения местных жителей, обнаруживших обломки самолета в индейском озере, вероятно, имеют под собой основания. CNN сообщала, что следователи обнаружили обломки по крайней мере в восьми милях от места катастрофы, в том числе и в Нью-Балтиморе. Однако по мнению CNN, они были из лёгких материалов, которые могли быть легко перенесены ветром. Pittsburgh Post-Gazette описывает их как «документы», «обрывки изоляции» и «дорожные чеки».

## Общественное мнение и социологические опросы
- Согласно опросу, проведённому в августе 2004 года, всего 36 % респондентов полагают, что комиссия по расследованию ответила на все основные вопросы. Две трети опрошенных считают, что необходимо ещё одно полное расследование для выяснения ответов на «всё ещё неразрешённые вопросы»[48].

- В онлайн-опросе CNN в 2004 году зрителям был задан вопрос: «Полагаете ли вы, что правительство США скрывает информацию о терактах 11 сентября?» («Do you believe there is a U.S. goverment cover-up surrounding 9/11?»). Положительно ответили 89 % голосовавших[49].

- Опрос общественного мнения, проведённый в 2008 в 17 странах, показал, что в причастности только Аль-Каиды уверены 46 % респондентов, 15 % считают, что причастно правительство США, 7 % полагают, что к терактам причастен Израиль, 7 % уверены в том, что за нападениями стоят другие исполнители; 25 % опрошенных заявило, что не знают, кто организовал атаки 11 сентября. Этот опрос показал, что именно арабы наиболее склонны верить в теории заговора, связанные с событиями 11 сентября 2001 года. При этом единственными странами, в которых подавляющее большинство обвиняет Аль-Каиду, были Кения с 77% и Нигерия с 71%[50].

## Критика теорий заговора
- В марте 2005 года научно-популярный журнал Popular Mechanics вышел со статьей под названием «Разоблачение мифов о 9/11» (англ. «Debunking 9/11 Myths»)[51][52].
- 23 мая 2005 года научно-популярный журнал Scientific American вышел со статьей «Фаренгейт 2777» (ориг. «Fahrenheit 2777»), в которой рассматривается множество утверждений о заговоре, взятых с нескольких интернет-ресурсов, а также из таких источников, как книга «Большая ложь» (фр. «L’Effroyable Imposture») французского журналиста Мейсана Тьерри[53].
- В августе 2006 года в продолжении статьи от марта 2005 года журналом Popular Mechanics была выпущена книга «Разоблачения мифов о 9/11: Почему теории заговоров не выдерживают критики (фактов)» (ориг. «Debunking 9/11 Myths: Why Conspiracy Theories Can’t Stand Up to the Facts»). В книге были приведены интервью с более чем 300 свидетелями и экспертами в разных областях науки. Авторами книги являлись Дэйвид Дунбар (David Dunbar) и Брэд Рейган (Brad Reagan)[54].
- В августе 2007 научно-популярный канал History Channel выпустил спецпроект под названием «Теории заговора о 9/11: факты или выдумка» (англ. «9/11 Conspiracies: Fact or Fiction»). В передаче были приведены интервью как с очевидцами событий, так и экспертами. Также были продемонстрированы записи переговоров пилотов ВВС США, сотрудников NORAD и FAA, пассажиров рейса United Airlines Flight 93. Главной темой передачи было подробное рассмотрение наиболее популярных теорий заговоров о событиях 11 сентября 2001 года. В частности, особо подробно рассматривалась теория из фильма «Разменная монета» (англ. «Loose Change»)[55].
- Весной 2009 года в печать вышла книга журналиста The Times Дэвида Ароновича «Вуду истории: Роль конспирологических теорий в современной истории» (англ. «Voodoo Histories: The Role of the Conspiracy Theory in Shaping Modern History»). Автор рассматривает и анализирует множество конспирологических теорий, начиная с нападения на Пёрл-Харбор. Однако особо тщательно автор рассматривает теорию касательно событий 11 сентября 2001 года[56].
- В августе 2009 года на научно-популярном телевизионном канале National Geographic вышла передача «11 сентября. Наука и заговоры» (ориг. «9/11 Science and Conspiracy»), в которой были привлечены множество экспертов в области криминалистики, компьютерного моделирования и инженеры-строители. В передаче столкновение самолёта с башнями, пожар и разрушения зданий ВТЦ были смоделированы как в полевых условиях, так и виртуально. Утвердительным результатом испытаний было научное обоснование разрушения зданий[57].
- В сентябре 2011 газета Guardian вышла со статьей «Теории заговора о 11 сентября развенчаны» (ориг. «9/11 conspiracy theories debunked»)[58].
- В 2011 году в печать вышла книга «Среди активистов движения 'За истину в 9/11': Путешествие в растущий андеграунд американских конспирологов» (англ. «Among the Truthers: A Journey Through America’s Growing Conspiracist Underground»). Автором книги является Джонатан Кей (Jonathan Kay). Книга рассматривает наиболее популярные теории заговоров и сопутствующие им движения в США, такие как John Birch Society, Bilderberg Group, Vaccination и Reptilians. Однако особое внимание книги уделяется движению 9/11 Truth movement (рус. «Движение за правду о 9/11»). В книге приводятся интервью с лидерами данного движения Алексом Джонсом и Майклом Рубертом (Michael Ruppert). Положительные рецензии были получены от журналов The Economist и The New York Times. Однако было получено и несколько упреков о стилистике от The Wall Street Journal[59].

Помимо разного рода авторитетных научно-популярных изданий и каналов в ответ на растущее число приверженцев теории заговора начало появляться и множество ресурсов по разоблачению данных теорий. Среди них можно отметить Debunking911.com и JOD911.com.